# Santa Maria (Tavira)
A Freguesia de Santa Maria é uma antiga freguesia portuguesa do Município de Tavira, que tinha 135,09 km² de área, 8836 habitantes (2011) e e, por isso, uma densidade populacional de 65,4 hab/km². Com a reorganização administrativa de 2012, foi integrada na União das Freguesias de Tavira (Santa Maria e Santiago).
Os principais sítios desta antiga freguesia são: Águas dos Fusos, Altura dos Milhanos, Arraial, Asseca (este sítio é, ainda, partilhado pelas freguesias de Santiago e Santo Estêvão), Barrada, Beliche, Bodega, Borracheira, Campeiras, Caniços, Capelinha, Cintados, Corte Besteiros, Corte Perdida, Cotovia, Covas de Gesso, Cruz dos Colos, Curral dos Boieiros, Eira da Palma, Encruzilhadas, Fonte Salgada, Fornalha, Fuseta, Malhada do São, Malhadinha do Poço, Mato de Santo Espírito, Pegada, Picota, Pocilgas e Casinhas, Poço do Vale da Vaca, Pomar, Quatro Águas, Ribeirinha da Umbria, São Marcos, Soalheira do Pereiro, Soalheira do Vale da Murta, Tafe, Taleiros, Tira Baixo, Umbrias do Camacho, Vale Caranguejo, Vale Covo, Vale Formoso, Vale de Junco, Vau e Zimbral.

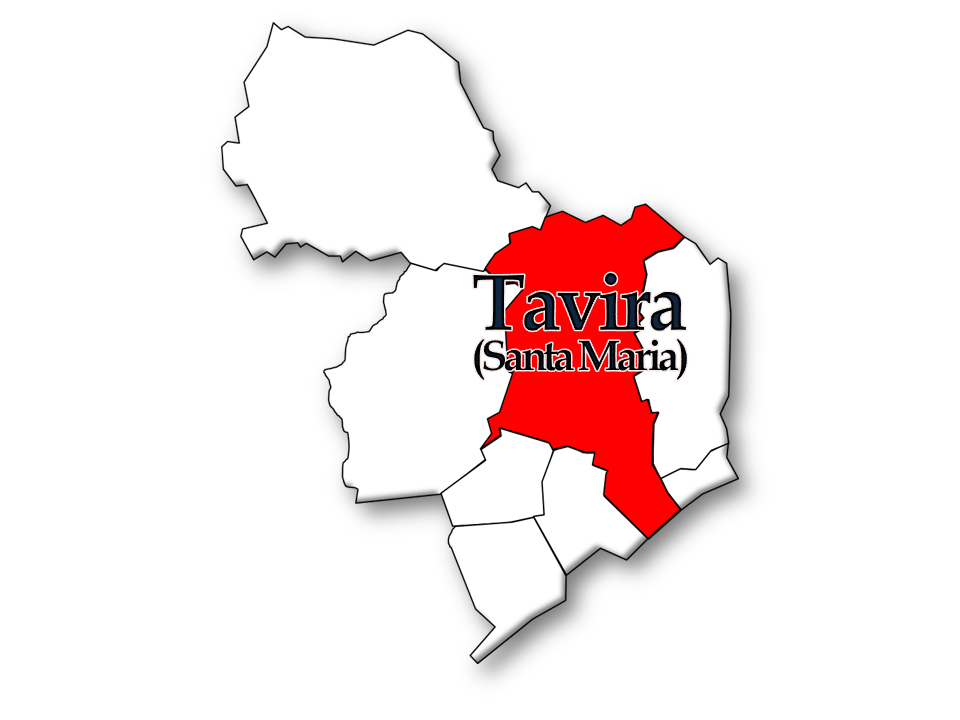
Localização da antiga freguesia de Santa Maria no Município de Tavira

## População
| População da freguesia de Tavira (Santa Maria) | População da freguesia de Tavira (Santa Maria) | População da freguesia de Tavira (Santa Maria) | População da freguesia de Tavira (Santa Maria) | População da freguesia de Tavira (Santa Maria) | População da freguesia de Tavira (Santa Maria) | População da freguesia de Tavira (Santa Maria) | População da freguesia de Tavira (Santa Maria) | População da freguesia de Tavira (Santa Maria) | População da freguesia de Tavira (Santa Maria) | População da freguesia de Tavira (Santa Maria) | População da freguesia de Tavira (Santa Maria) | População da freguesia de Tavira (Santa Maria) | População da freguesia de Tavira (Santa Maria) | População da freguesia de Tavira (Santa Maria) |
| ---------------------------------------------- | ---------------------------------------------- | ---------------------------------------------- | ---------------------------------------------- | ---------------------------------------------- | ---------------------------------------------- | ---------------------------------------------- | ---------------------------------------------- | ---------------------------------------------- | ---------------------------------------------- | ---------------------------------------------- | ---------------------------------------------- | ---------------------------------------------- | ---------------------------------------------- | ---------------------------------------------- |
| 1864                                           | 1878                                           | 1890                                           | 1900                                           | 1911                                           | 1920                                           | 1930                                           | 1940                                           | 1950                                           | 1960                                           | 1970                                           | 1981                                           | 1991                                           | 2001                                           | 2011                                           |
| 6 547                                          | 7 069                                          | 6 940                                          | 7 049                                          | 6 668                                          | 6 206                                          | 7 175                                          | 7 088                                          | 7 158                                          | 6 663                                          | 5 826                                          | 6 056                                          | 6 054                                          | 6 672                                          | 8 836                                          |

No censo de 1864 figura Tavira-Santa Maria e nos censos de 1878 a 1930 aparece com a designação de Tavira (Santa Maria do Castelo)

## Personalidades ilustres
- Luís Fernando Andrade (1942 - 2020) - Fotógrafo
- João Ferreira Chaves (1882 - 1942) - General do exército[3]

## Património

### Igrejas, Ermidas e Conventos
- Igreja de Santa Maria do Castelo
- Igreja de São Paulo
- Igreja da Misericórdia de Tavira
- Igreja da Ordem Terceira do Carmo ou Igreja do Carmo e Convento do Carmo
- Ermida de Nossa Senhora da Piedade
- Igreja de Nossa Senhora das Ondas ou Igreja de São Pedro Gonçalves Telmo
- Ermida de Santa Ana (incluindo recheio)
- Ermida de São Lázaro ou de Nossa Senhora do Livramento
- Convento de Nossa Senhora da Graça ou Convento das Eremitas de Santo Agostinho

### Outras edificações
- Ponte antiga sobre o Rio Gilão
- Arraial Ferreira Neto
- Casa André Pilarte (na Rua Nova da Avenida, nº13)
- Edifício Arte Nova
- Palácio da Galeria
- Forte do Rato ou Forte de Santo António de Tavira ou Forte da Ilha das Lebres
- Quartel da Graça